# 锡诺普海战

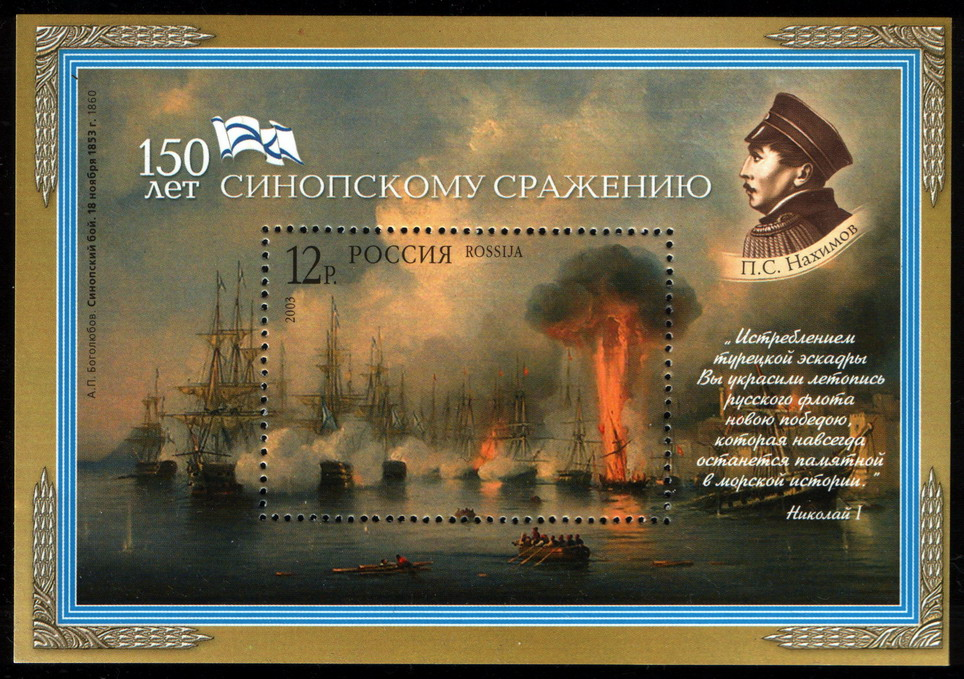
俄罗斯锡诺普海战150周年纪念邮票，2003 (Michel № 1128, Scott № 6800)

锡诺普海战（俄语：Синопское сражение）是公历1853年11月30日发生在安纳托利亚北部港口锡诺普的一场战役。俄羅斯帝國海軍帕维尔·斯捷潘诺维奇·纳希莫夫上将率领的舰队将鄂图曼帝国的舰队歼灭在港。这场战役作为克里米亚战争的一部分，是促成英法参战的主要因素之一。这场战役同时是风帆战舰之间的最后几场主要战役之一。战役的日期在俄罗斯被定为军事荣誉日以示纪念。

## 前奏
锡诺普海战是黑海地区鄂图曼帝国海军逐步瓦解的直接结果。早在1850年前，鄂图曼帝国就已深陷债务，并极度依赖英国与法国的贷款支持。鄂图曼官方迫于压力只得同意大规模裁減海陆军。沙皇尼古拉一世将鄂图曼的裁军视为实现对南高加索和多瑙河领土主张的契机，于1853年7月占领了鄂图曼帝国在多瑙河沿岸的几个公国和要塞。国际调停失败后，苏丹阿卜杜勒·邁吉德一世正式对俄宣战。英国和法国恐惧于俄罗斯的扩张，联合向俄罗斯发出了最后通牒，要求俄罗斯放弃进攻行为，维持防御，否则英法将不再保持中立。
敌对行为于10月4日正式开始，在欧洲和高加索战线，鄂图曼军在苏丹阿卜杜勒-邁吉德一世的命令下向俄军发起了大规模进攻，以期在财政崩溃前驱逐俄军，并向俄国展现其战斗意志。在多瑙河战线，双方互有胜负。高加索地区的进攻则相对成功，到10月末，俄罗斯高加索军团已经出现被包围的危险。
为了在土军大规模崩溃前支援进攻和输送补给，苏丹下令建立了一支由巡防舰、蒸汽船和运输船组成的运输队，用于在本土与格鲁吉亚鄂图曼军之间运输补给。俄罗斯海军当时仍驻泊在塞瓦斯托波尔，无法拦截鄂图曼的船队。苏丹随后又派遣了由奥斯曼·帕夏（英语：Osman Pasha）率领的第二支运输舰队，但当时正值11月下旬，舰队将锡诺普作为冬季营地进行休整。当时港内还有先前巡逻队遗留的一艘风帆巡防舰和一艘蒸汽巡防舰。鄂图曼政府本打算派遣战列舰前往锡诺普，但被英国大使制止，最终只派遣了巡防舰前往接应。
鄂图曼海军在黑海的早期行动很少被俄军干扰。但随着高加索局势的恶化，圣彼得堡不得不采取行动。纳希莫夫海军上将因此奉命组织舰队拦截土军。从11月1日到23日，俄舰队开始展开行动以夺取黑海制海权。两艘鄂图曼蒸汽船，马扎利·特扎利特（Medzhir Tadzhire）号和帕瓦兹·贝科哈利（Pervaz Bahri）号，在两次小冲突中被俘获。虽然俄军初步取得了海上航线的控制权，但是突如其来的风暴迫使俄军回港休整，只留下了一艘风帆巡防舰，一艘蒸汽船和三艘风帆线列舰。纳希莫夫仍在继续搜索奥斯曼-帕夏的船队。11月23日奥斯曼-帕夏的旗帜在进出锡诺普港口时被俄军发现。纳希莫夫便立即包围了港口并命令他唯一的巡防舰离开舰队，外出寻求增援。
到了11月30日，海军中将费奥多·诺沃什斯基集结了6艘军舰加入了纳希莫夫。所有船一起形成了一松散的半圆形包围圈。另外还有俄国蒸汽战舰作为增援正赶往锡诺普，但纳希莫夫决定在鄂图曼军增援前展开行动。土军方面，奥斯曼-帕夏从23日就知道俄舰队的存在。他认为舰队待在锡诺普港内十分安全，因为港内足够的海岸炮台防御体系。并且依照战争惯例，强攻海港内驻泊舰队和以弱击强都是不明智的。因此奥斯曼-帕夏并没有试图突破封锁，甚至还允许船员上岸。

## 战役过程

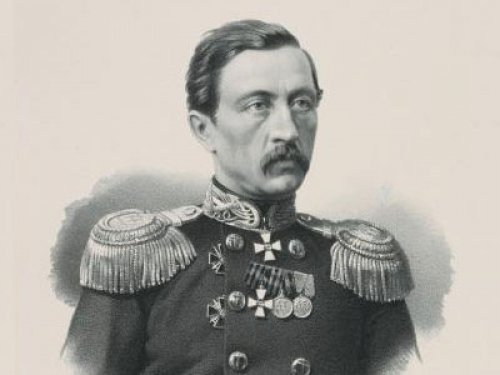
俄罗斯海军上将帕维尔·斯捷潘诺维奇·纳希莫夫，锡诺普海战和塞瓦斯托波尔围城战英雄

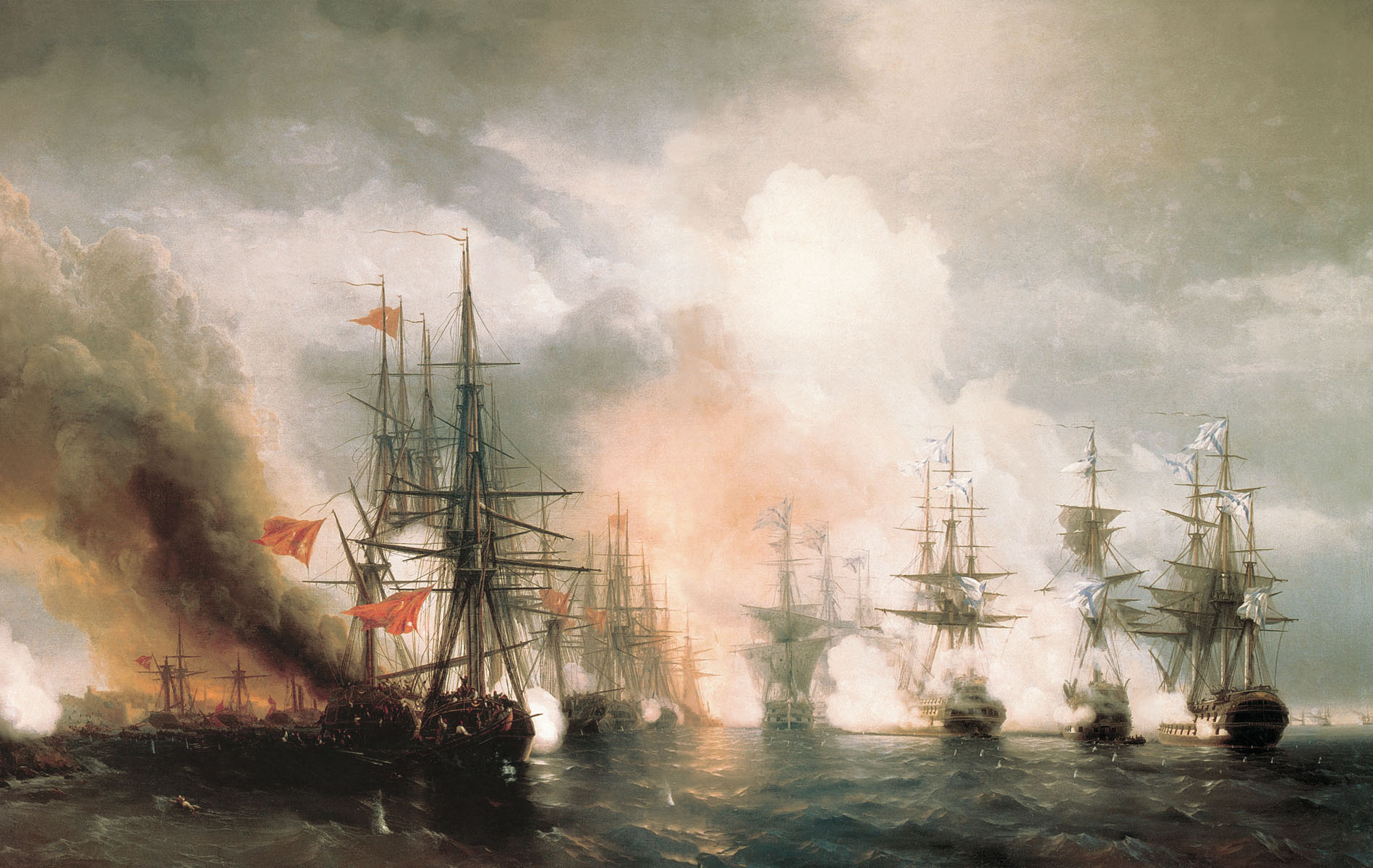
伊凡·康斯坦丁诺维奇·艾瓦佐夫斯基画作《锡诺普战役中的俄罗斯军舰》

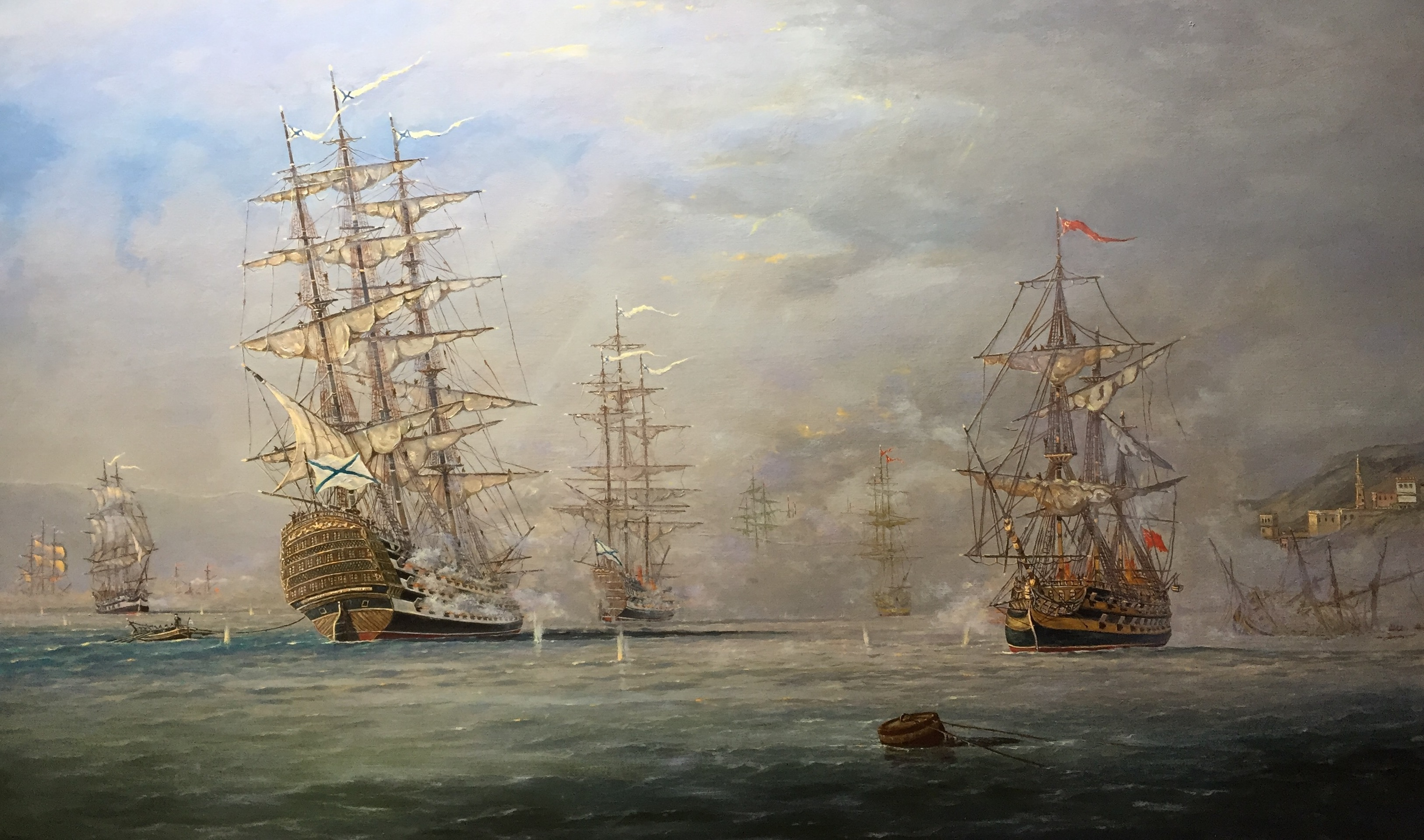
弗拉基米爾·科索夫。錫諾普戰役。

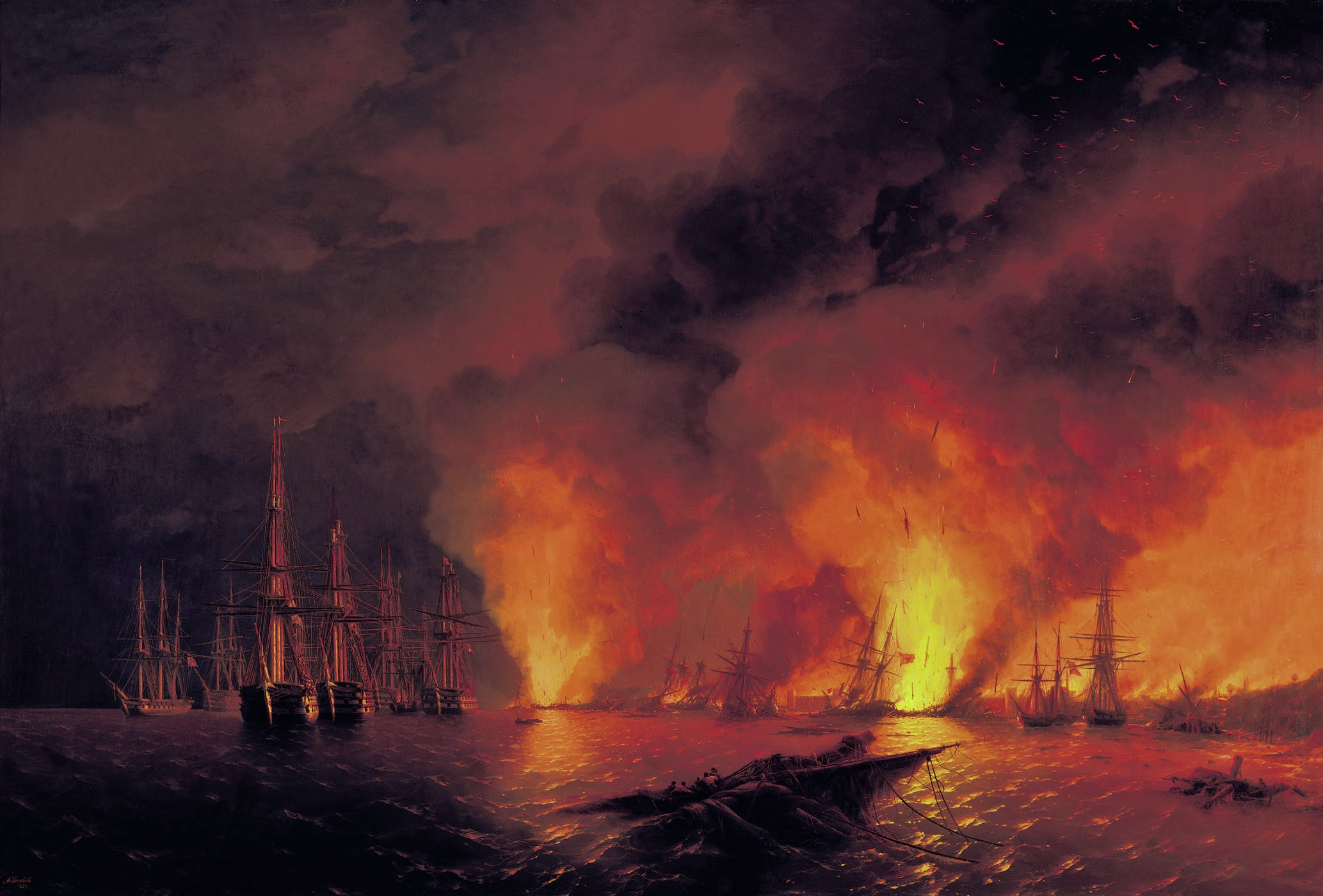
伊凡·康斯坦丁诺维奇·艾瓦佐夫斯基油画《锡诺普战役》

诺沃什斯基的舰队加入后，纳希莫夫的实力有所增强，于是决定对港内躲避风暴的鄂图曼舰队展开进攻。纳希莫夫集结了六艘风帆战舰，两艘风帆巡防舰和三艘蒸汽铁甲舰共700多门加农炮。鄂图曼方则拥有七艘巡防舰，三艘护卫舰和2艘蒸汽铁甲舰。俄军计划将舰队分成两列前进到近距离再下錨开火。在纳希莫夫的指挥下，84门炮战舰玛丽女皇号率先向鄂图曼旗舰阿夫尼安拉开火，打响了战役的第一炮。
俄罗斯舰队组成三角形编队从港口西北角进入港口，纳希莫夫将他的船队部署在岸防炮和鄂图曼船队之间的位置，这样鄂图曼军便会有误伤友军的风险。到达战位后，俄舰队被平均分成两列，火炮构成的交叉火力因此能覆盖整个港口，俄国炮手开始对港内的目标射击，炮弹很快引燃了几艘鄂图曼军舰。在持续的炮弹打击下，惊慌失措的鄂图曼水兵很难控制火势。战斗开始30分钟后，奥斯曼布满弹孔的鄂图曼巡防舰斩断所有繫泊绳开始在海面上乱转。玛丽女王号随后向着火並丧失行动力的40门炮巡防舰法斯力安拉号展开攻击。于此同时其他俄舰正与与涅吉米号和德米亚号交火。鄂图曼纳威克巴赫里号巡防舰爆炸与谷里赛法德号护卫舰一同沉没。
战场上的鄂图曼船隻不是沉没就是搁浅，亦或冲向海岸避免沉没，只有12门炮的蒸汽船塔发号成功逃离战场，并在12月2日抵达伊斯坦布尔，鄂图曼政府由此得知锡诺普的惨败。在击败所有军舰后，俄军开始与岸防炮交战，最终将其全部消灭。战斗中，37名俄罗斯人阵亡，229人受伤，至少三艘战舰受损。鄂图曼军大约3000人阵亡，指挥官奥斯曼-帕夏以下150人被俘。

## 戰後
胜利的电报传回后，圣彼得堡便陷入了喜悦。初经战火洗礼的海军证明近期俄罗斯在海军上的花费得到了应有的回报。俄罗斯举行了数个舞会以庆祝胜利，政府同时也出资举办了一场胜利大游行。游行中有舞者，乐队，未上战场上的俄军和穿上鄂图曼军装扮的罪犯。军事顾问们则将这场战役视为战争的转折点，并开始推动开花弹的大规模列装。
伊斯坦布尔则布满了忧虑和恐慌的情绪。俄罗斯歼灭了一支至关重要的运输船队并控制了黑海的制海权。港口防御的毁灭使得整个薩姆松和特拉布宗海岸暴露在俄军入侵的危险之下。更重要的是，俄罗斯违反英法的要求使得俄罗斯的下一步行为变得不可预测，俄军可能不再受英法最后通牒的掣肘。英法参战可能带来的军事协定是伊斯坦布尔一直希望避免的。
在外界看来俄军的进攻是不义的，英国的媒体将之称为锡诺普大屠杀，在西欧掀起了一波反俄浪潮。同时俄军的进攻大大增强了英法主战派的实力，並合理化遏制俄国侵略野心的战争。伦敦的鹰派指出俄军的战术违反了人道和广为接受的战争条款，因为俄军使用的炮弹和进攻低级舰船的行为在当时被认为是战争罪。少数鸽派试图浇灭弥漫的爱国情绪，声称介入俄土的冲突会导致一场浪费不列颠资源的全球战争。亨利·坦普爾子爵因为数篇基于此事的反战文章而被迫辞职。最终政府中的鹰派取得了胜利，锡诺普战役因此成为了他们的加入战争的借口。

## 影响
锡诺普海战并不仅仅是一场普通的突袭战。战役结果对19世界海军战术产生深远的影响。在锡诺普海战之前，海军的标准装备是发射加农炮弹和其他投掷物的滑膛炮。匹希斯炮（Paixhans gun）同时缓慢进入海军，但也只有法国，俄国和美国海军在此方面做出有效的投入。这种火炮不仅代表着海军技术的突破，更代表了风帆战舰时代的顶峰。不同于先前发射实心炮弹的滑膛炮，匹希斯炮能够发射能爆炸的开花弹，对目标同时造成冲击和爆炸双重伤害。这种火炮相较于普通滑膛炮更重，因此拥有更远的射程和更强的穿透力。
但在1853年之前，世界上没有海军真正在战斗中使用开花弹。许多海军技术人员认为这种火炮和与之配套的大型船只是在太重，因而不适合海战。锡诺普海战的结果却证明新式武器是行之有效的。从而引发了一轮改装现有战舰和建造新式战舰的军备竞赛。
这场战役同时是风帆战舰之间的最后几场主要战役之一。战役的日期在俄罗斯被定为军事荣誉日以示纪念。